# موكبانج
موكبانج (بالإنجليزية: Mukbang أو Meokbang)‏ (هانغل: 먹방)  ويسمى أيضاً عرض الأكل هو بث سمعي وبصري عبر الإنترنت يستهلك فيه المقدم كميات مختلفة من الطعام أثناء التفاعل مع الجمهور. أصبح هذا النوع شائعًا في كوريا الجنوبية في أوائل عام 2010. عادةً ما يتم تسجيل الموكبانغ (عرض الأكل) فيديو أو بثه مباشرةً من خلال البث الحي عبر منصات البث مثل AfreecaTV ويوتيوب وتيك توك وتويتش، يتحدث مقدم الموكبانج مع الجمهور بينما يكتب الجمهور في الوقت الفعلي في غرفة الدردشة المباشرة. تعمل عروض الأكل على توسيع نفوذها على منصات البث عبر الإنترنت وتعمل كمجتمع افتراضي ومكان للتواصل النشط بين مستخدمي الإنترنت.
اكتسبت الموكبانج في آسيا وأمريكا الشمالية شعبية على وسائل التواصل الاجتماعي وأصبحت الموكبانج مهنة ذات دخل مرتفع. من خلال طهي الطعام واستهلاكه على الكاميرا لجمهور كبير، يحصل الموكبانج على الدخل من الإعلانات والرعاية والتأييد، فضلاً عن دعم المشاهدين.، وأيضاً نال هذا المحتوى إنتقادات كثيرة مثل ترويجه لعادات الأكل غير الصحية.

## أصل الكلمة
كلمة موكبانج (먹방 ميوك بانج) هل لفظ منحوت من الكلمات الكورية التي تعني "أكل" (먹는 موجنيون) و"بث / عرض" (방송 بانجسونغ). وبالتالي يمكن مقارنتها شكليًا بـ"عرض الأكل".